# Heterocarpus grimaldii
Heterocarpus grimaldii is een garnalensoort uit de familie van de Pandalidae. De wetenschappelijke naam van de soort is voor het eerst geldig gepubliceerd in 1900 door A. Milne-Edwards & Bouvier.